# Tobias Kantola
Tobias Kantola, född 1982, är en svensk brottare. Han tävlar för Väsby BK och har vunnit SM fem gånger, varav fyra gånger som junior och en gång på seniornivå (2001). Han har ett SM-guld i grekisk-romersk stil och fyra i fristil.

## Meriter
- 1998 USM-guld 39 kg
- 1998 USM-silver 42 kg Fri
- 1999 JSM-guld 42 kg Fri
- 1999 USM-brons 42 kg Fri
- 2001 JSM-brons 58 kg Grek
- 2001 JSM-guld 58 kg Fri
- 2001 SM-guld 58 kg Fri
- 2002 JSM-guld 69 kg Fri
- 2002 SM-brons 69 kg Fri
- 2002 1:a Mästarmötet
- 2008 SM-brons 84 kg Fri
- 2009 SM-brons 74 kg Fri
- 2017 Veteran VM-guld 78kg Grek